# Chrysotrichaceae
Chrysothricaceae es una familia de hongos liquenizados en el orden Arthoniales. Los miembros de esta familia tienen una distribución muy amplia, aunque en especial prevalecen en zonas tropicales.